# شورای امور جهانی هند
شورای امور جهانی هند (The Indian Council of World Affairs) در سال ۱۹۴۳ به عنوان اولین اندیشگاه و مؤسسه پژوهشی توسط گروهی از روشنفکران هندی به رهبری آقای سر تیج بهادر ساپرو تشکیل شد.

## اهداف
این مؤسسه به عنوان یک سازمان غیردولتی، غیرسیاسی و غیرتجاری تشکیل شده و طبق قانون ثبت انجمن‌ها سال ۱۸۶۰ ثبت گردید. هدف از تشکیل این مؤسسه صرفاً مطالعه روابط بین‌المللی و امور خارجی بود. این مؤسسه از زمان تشکیل خود جهت نیل به هدف خود تلاش‌های گسترده انجام داده است.
آقای سر در تاریخ ۸ دسامبر ۱۸۷۵ در علیگر، ایالت اتار پرادش، متولد گردید. وی به یک خانواده هندو براهمن کشمیری تعلق داشته و یک وکیل معروف دادگاه عالی اله آباد بود. آقای ساپرو که یک حقوقدان برجسته بوده یک حزب سیاسی به نام «حزب لیبرال هند»
Indian Liberal Party تشکیل داده بود. وی از حامیان مذاکره با دولت انگلیس بوده و خواهان استقلال کشور نبود. آقای ساپرو باتوجه به فعالیت‌های سیاسی خود در مجالس ایالتی و مرکزی هند عضویت داشته‌است. دولت انگلیس در سال ۱۹۲۲ به وی خطاب Sir اعطاء نمود. در واقع ساپرو همیشه سیاست معتدل را دنبال نموده و حتی ماهاتما گاندی را مورد انتقاد قرار داد. وی مخالف جنبش عدم همکاری با انگلیس به رهبری گاندی مخالف بوده اما در برخی موارد بین انگلیس و گاندی میانجیگری کرد. البته حزب لیبرال او نتوانست بین مردم نفوذ پیدا کند و صرفاً بهً یک مرکز مباحثه و تبادل نظر تبدیل شده بود. وی در سال ۱۹۴۳ شورای هندی امور جهانی هند را تشکیل داد. ساپرو اگرچه یک رهبر محترم در هند بعد از استقلال این کشور بوده، اما با توجه به مخالفت وی با حزب کنگره و ماهاتما گاندی میزان محبوبیت او بین مردم درسطح پایین  قرار داشت و به همین دلیل بعد از استقلال هند در هیچ سمت رسمی منصوب نشد. آقای ساپرو در تاریخ ۲۰ ژانویه ۱۹۴۹ در اله آباد فوت کرد.  مؤسسه تعدادی از کنفرانس‌های بین‌المللی و تاریخی از جمله «کنفرانس روابط آسیائی» Asian Relations Conference در سال ۱۹۴۷ به رهبری خانم ساروجنی نائیدو، یکی از رهبران معروف جنبش استقلال هند و حزب کنگره، و همچنین کنفرانس «سازمان ملل و نظم نوین جهانی»                                                         United Nations and the New World Order در سال ۱۹۹۴ برگزار  کرده است. این مؤسسه کنفرانس‌ها، نشست‌ها و برنامه‌های تبادل نظر را به صورت موردی  و براساس نیازهای روز برگزار می‌کنند.
جواهر لعل نهرو، نخستین نخست وزیر هند، که نخستین وزیر امور خارجه و معمار سیاست خارجه این کشور نیز بوده، کراراً از این مؤسسه جهت تبادل نظر با روشنفکران و کارشناسان رشته امور خارجه بازدید می‌کرد. این مؤسسه در یک ساختمان مجلل به مساحت حدود دو هکتار در خیابان باراخامبا در دهلی نو مستقر می‌باشد. این ساختمان که با کمک مالی دولت مرکزی هند احداث گردیده در ماه مه سال ۱۹۵۵  توسط پندت جواهرلعل نهرو، نخست وزیر هند، افتتاح و براساس نام بنیان‌گذار انجمن یعنی آقای سر تیج بهادر ساپرو به عنوان «ساپرو هائوس» نامیده شد.

## وابستگی باگروه‌های مطالعاتی
همکاری و تبادل با اندیشکده‌های معروف از جمله
Institute for Defence Studies and Analyses (IDSA)(موسسه مطالعات و بررسی‌های دفاعی)،
School of International Studies (موسسه مطالعات بین‌المللی که بعداً در دانشگاه جواهر لعل نهرو دهلی ادغام شد)، Children's Film Society of India(انجمن فیلم کودکان) و                   Press Institute of India (موسسه مطبوعات هند) در همین ساختمان تشکیل یافتند.
قبلاً قسمت عمده بودجه این مؤسسه توسط دولت تأمین می‌شد اما اکنون این مؤسسه در اختیار مستقیم دولت قرار گرفته و رسماً به یک گروه مطالعاتی وزارت امور خارجه هند تبدیل شده‌است. دولت ائتلاف ملی متحد به رهبری حزب بی. جی. پی.، از طریق تصویب
The Indian Council of World Affairs Act, 2001 (قانون شورای امور جهانی هند سال ۲۰۰۱) مدیریت این مؤسسه در اختیار مستقیم دولت گرفت.

## اهداف موسسه
ماده ۱۳ قانون یادشده اهداف این مؤسسه را به شرح ذیل بیان می‌نماید:
تشویق به مطالعه امور بین‌المللی جهت تشکیل دیدگاهی براساس اطلاعات دقیق در مسائل بین‌المللی.
تشویق از روابط هند با سایر کشورها از طریق مطالعه، تحقیقات، مباحثه، سخنرانی‌ها و تبادل نظرات و اطلاعات با سایر سازمان‌ها در داخل و خارج کشور سرگرم فعالیت‌های مشابه.
فعالیت به عنوان یک مرکز اطلاعات و آگاهی در خصوص امور جهانی.
تهیه، تنظیم و انتشارکتب،مجلات، فصلنامه‌ها، بررسی‌ها، مقاله‌ها و مواد اطلاعاتی در موضوعات مورد نظر.
برقراری تماس با سازمان‌های سرگرم انجام فعالیت‌های ذکر شده در بند فوق
برگزاری کنفرانس‌ها، سمینارها و مباحثه‌ها و انجام مطالعات سیاست هند نسبت به امور بین‌المللی.

## ساختمان ساپرو
ساپرو هائوس که مرکز مؤسسه امور جهانی هند (ICWA) است، دارای تسهیلات زیادی برای مطالعه و برگزاری برنامه‌های مختلف مانند کنفرانس‌ها، سمینارها، مباحثه‌ها و میزگردها می‌باشد. مساحت این ساختمان دو هکتار است. این ساختمان دارای یک تالار با ظرفیت ۳۸۰ کرسی، دو اتاق کنفرانس با ظرفیت ۷۵ و ۵۰ کرسی و یک کتاب خانه بزرگی می‌باشد.
- تالار  اتاق کنفرانس
- اتاق کنفرانس
- کتاب خانه

## ساختار موسسه
این مؤسسه متشکل از یک شورای عمومی است که رئیس و شورای هیئت مدیره را انتخاب می کنند. رئیس مؤسسه یک شورای مدیریت را منصوب می‌نماید. اعضای شورای عمومی و هیئت مدیره، کارمند این مؤسسه نیستند، در حالی‌که اعضای شورای مدیران کارمند مؤسسه می‌باشند و از بودجه این مؤسسه براساس میزان حقوق کارمندان دولت مرکزی حقوق می‌گیرند.
آقای حامد انصاری، معاون رئیس‌جمهور هند در حال حاضر رئیس این مؤسسه می‌باشد.
اسامی روسای پیشین این مؤسسه به شرح ذیل می‌باشند:
1. سر تیج بهادر ساپرو	۱۹۴۳-۱۹۴۷
2. دکتر اچ. ان. کونجرو (از رهبران ارشد حزب کنگره)	۱۹۴۸-۱۹۷۵
3. سردار سووران سینگ (وزیر امور خارجه هند)	۱۹۷۶-۱۹۸۱
4. بالی رام بهاگات (وزیر مشاور در امور خارجه)	۱۹۸۲ - ۱۹۸۵
5. هار چاران سینگ جوش (یکی از رهبران حزب کنگره)	۱۹۸۶- ۲۰۰۰
6. جاسوانت سینگ (وزیر امور خارجه هند)	۲۰۰۰-۲۰۰۱
7. کرشن کانت 	۲۰۰۱-۲۰۰۲
8. بهیرون سینگ شیخاوت، معاون رئیس‌جمهور هند	۲۰۰۲-۲۰۰۷
9. حامد انصاری، معاون رئیس‌جمهور هند	۲۰۰۷- تاکنون

## اسامی اعضای شورای عمومی از سال ۲۰۰۷
- آقای حامد انصاری، معاون رئیس‌جمهور هند
- آقای اس. ام. کریشنا، وزیر امور خارجه هند
- دکتر لاکشمی نارایان پاندی، عضو مجلس
- آقای جاگ موهان، وزیر پیشین دولت مرکزی
- آقای سودیر تی دیواره، مدیرکل، مؤسسه شورای هندی امور جهانی
- خانم ام. اس. کی. بهاوانی راجتیرام، عضو مجلس
- آقای ال. گانیشان، عضو مجلس
- آقای وینود کهاننا، عضو مجلس
- آقای روپ چاند پال، عضو مجلس
- آقای مادو گود یاکشی، عضو مجلس
- آقای سیتا رام ییچوری، عضو مجلس
- دکتر ام#اس. گیل، وزیر امور جوانان و ورزش
- آقای آرون جیتلی، عضو مجلس
- پروفسور دکتر بی. اس. چینمی، رئیس مرکز مطالعات حقوقی بین‌المللی، دانشگاه جواهر لعل نهرو
- خانم آرونداتی گهوش، سفیر پیشین هند
- کومودور (بازنشسته) جاسجیت سینگ، مدیر مرکز مطالعات قدرت هوائی
- ژنرال (بازنشسته) ساتیش نامبیار، مدیر مؤسسه متحد سرویس هند
- آقای اس. جه. اس. چاتوال، سفیر پیشین هند
- آقای ام. کی. راسگوترا، قائم مقام پیشین وزارت امور خارجه هند
- آقای اس. کی#گورووار، سفیر پیشین
- پروفسور مشیرالحسن، رئیس سابق دانشگاه جامعه ملیه اسلامیه
- دکتر جه پراساد، رئیس دانشگاه سانسکرت زبان سری سانکاراچاریا
- پروفسور آمییا کومار باگچی، مدیرموسسه مطالعات توسعه کلکته
- دکتر باکول دولاکیا، مشاور گروه تجاری آدانی
- پروفسور آشیس ناندی، پژوهشگر با موسسهICSSR
- قاضی (خانم) لیلا سیت، قاضی دیوان عالی کشور (بازنشسته)
- پروفسور کی. ان. پانیکار، رئیس شورای تحقیقات تاریخی کرالا
- دکتر کاویتا شرما، مدیر مرکز بین‌المللی هند
- دکتر رانجیت سینها، دبیر ICSSR
- آقای ان. اس. سیسودیا، مدیر مؤسسه مطالعات و بررسی‌های دفاعی
- آقای پاوان کی ورما، مدیرکل، شورای روابط فرهنگی هند
- دکتر آر. اس. لیبراهان، مدیر مرکز هابیتات هند
- آقای وینود کومار شرما، معاون سردبیرروزنامه هندوستان تایمز
- دکتر هاریش کهاری، معاون سردبیر روزنامه هندوستان تایمز
- دکتر آمیت میترا، دبیر سازمان فدراسیون اتاق‌های صنایع و بازرگانی هند
- آقای سی بانرجی، مدیرکل کنفدراسیون صنایع هندی
- دکتر آر. اس. راوت، دبیر سازمان آسوچیم
- دکتر آجه ساهای، مدیر کل، فدراسیون سازمان‌های صادرات هند
- آقای کرشن کارلا، دبیرکل اتاق صنایع و بازرگانی پنجاب، هاریانا و دهلی
- خانم نیروپاما رائو، قائم مقام وزارت امور خارجه هند
- آقای ان. بالا باسکر، مشاور اصلی بخش مالی وزارت امور خارجه
- آقای آجه چودری، رئیس مؤسسه خدمات خارجی، وزارت امور خارجه هند
- آقای آر. پی. آگروال، قائم مقام وزارت توسعه منابع انسانی
- آقای جواهر سرکار، قائم مقام وزارت فرهنگ
- دکتر ام راماچاندران، قائم مقام وزارت توسعه شهری
- دکتر تی راماسامی، قائم مقام وزارت علوم و فناوری
- آقای وجه سینگ، قائم مقام وزارت دفاع
- اسامی اعضای هیئت مدیره
- آقای حامد انصاری، معاون رئیس‌جمهور هند
- آقای پراناب موکرجی، وزیر دارائی
- دکتر لاکشمی نارایان پاندی، عضو مجلس
- آقای جاگ موهان، وزیر پیشین دولت مرکزی
- خانم نیروپاما رائو، قائم مقام وزارت امور خارجه هند
- آقای سودیر تی دیواره، مدیرکل، مؤسسه شورای امور جهانی هند.
- آقای آجه چودری، رئیس مؤسسه خدمات خارجی، وزارت امور خارجه هند
- آقای ان. بالا باسکر، مشاور اصلی بخش مالی وزارت امور خارجه
- آقای وجه سینگ، قائم مقام وزارت دفاع
- دکتر تی راماسامی، قائم مقام وزارت علوم و فناوری
- آقای جواهر سرکار، قائم مقام وزارت فرهنگ
- آقای اس. جه. اس. چاتوال، سفیر پیشین
- آقای ام. کی. راسگوترا، قائم مقام پیشین
- پروفسور مشیرالحسن، رئیس دانشگاه جامعه ملیه اسلامیه
- پروفسور آمییا کومار باگچی، مدیرموسسه مطالعات توسعه کلکته

اسامی اعضای شورای مدیران:
- آقای سودیر توکارام دیواره، مدیر کل
- دکتر ای. وی. اس. رامیش چاندرا، معاون مدیرکل
- خانم پادامجا، مدیر

## انتشارات
این مؤسسه علاوه بر چاپ کتب، مقاله‌ها و بررسی‌ها یک فصلنامه را نیز منتشر می‌نماید. عنوان این فصلنامه      India Quarterly – A journal on International Affairs می‌باشد. عملیات انتشار این فصلنامه در سال ۱۹۴۵ شروع شده بود. مسئولیت چاپ این فصلنامه اکنون به عهده گروه انتشاراتی خصوصی به عنوان SAGE Publications دریافت شده‌است. این مؤسسه مطالب را جهت درج در این مجله از کارشناسان داخلی و خارجی دعوت می کنند. مطالب این فصلنامه مربوط به مسائل معاصر هند و جهان می‌باشند. البته این مؤسسه از این مجله جهت ابراز دیدگاه خود استفاده نمی‌کند.

## اسامی مسئولین این مجله
- سردبیر ارشد: سودیر تی دیواره، سردبیر: پارتا اس. گهوش، پژوهشگر: ویکاس کومار

شورای مشاور: آمیتاب ماتو، دانشگاه جواهر لعل نهرو، سی راجا موهان، دانشگاه فناوری نانیانگ، سنگاپور، خانم ایشر جاج آهلووالیا، ICRIER، کی راگونات، قائم مقام پیشین وزارت امورخارجه هند، لالیت مان سینگ، قائم مقام پیشین وزارت امور خارجه هند، پوشپیش پانت، دانشگاه جواهر لعل نهرو و سیدارت وارداراجان، روزنامه هندو.
- کتاب خانه:

این کتاب خانه که برای نشستن ۱۲۰ نفر جا دارد یکی از مهم‌ترین کتاب خانه‌های تحقیقاتی در دهلی می‌باشد. این کتاب خانه بیش از ۱۲۵ هزار نسخه کتب، تعداد زیادی از مجلات و روزنامه‌ها، نقشه‌های نادر و مایکروفیلم‌ها وی‍ژه  را ذخیره نموده است. یکی از ویژگی این کتاب خانه وجود بیش از هفت میلیون بریده‌های روزنامه‌های مختلف در موضوعات گوناگون و فهرست بندی شده می‌باشد. قسمت عمده این بریده‌ها متعلق به موضوعات روابط بین‌المللی و قانون بین‌المللی می‌باشد. این کتابخانه تقریباً ۴۰۰ نوع مجلات تحقیقاتی داخلی و خارجی را مرتباً دریافت می‌نماید و حدود ۲۸ هزار جلد مجلات را ثبت کرده است.
در این کتاب خانه آرشیو روزنامه‌های هندو (مدراس) متعلق به مدت ۱۹۳۳ تا ۱۹۷۹، روزنامه تایمزآوایندیا (بمبئی) طی دوره ۱۹۴۵ تا ۱۹۷۵ و روزنامه تایمزآوایندیا (دهلی نو) طی دوره ۱۹۶۹ تا ۲۰۰۴ نگهداری شده‌اند. آرشیو روزنامه‌های ایشین ایج، اکونامیک تایمز، فاینانشیال تایمز (لندن)، اینترنیشنال هیرالد تریبیون، نیشن (لاهور)، پاکستان تایمز، ژاپن تایمز (توکیو) اورشلیم پوست، یونگ یانگ تایمز و خبرگزاری‌های گراما و سودان نیز در این کتاب خانه وجود دارند.

## بخش سازمان ملل و اتحادیه اروپا
این کتابخانه دارای یک بخش سازمان ملل و اتحادیه اروپا می‌باشد که در آن مدارک، مجلات و فصلنامه‌های مربوط به سازمان ملل و اتحادیه اروپا نگهداری شده‌اند. این کتاب خانه تقریباً تمام مدارک مربوط به سازمان ملل از سال ۱۹۴۵، به ویژه مباحث و قطعنامه‌های شورای امنیت و مجمع عمومی را دارا است. همینطور این کتاب خانه تمام مدارک مربوط به اتحادیه اروپا نیز حفظ نموده است. دسترسی به این مدارک رایگان می‌باشد.
این کتابخانه واحدی را تحت عنوانCurrent Awareness Services  (آگاهی از مسائل روز) را اداره می‌نماید و براساس مطالب ۲۰۲ مجلات مختلف را براساس موضوعات فهرست بندی می‌کند. این واحد از سال ۱۹۵۶ شروع شده و برای پژوهشگران مختلف بسیار مفید واقع شده‌است.

## مرکز آفریقا
در این کتاب خانه به منظور انجام مطالعه مسائل مربوط به کشورهای آفریقائی یک مرکز آفریقا نیز تأسیس شده‌است. این مرکز کتب، مجلات، نقشه‌ها و مدارک مختلف مربوط به این کشورها را نگهداری کرده است.
عضویت:
- اساتید، اعضای مجلس، دیپلمات‌ها، کارمندان ارشد دولت مرکزی، خبرنگاران، کارشناسان رشته‌های مختلف، خبرنگاران و مردم عادی با پرداخت ۱۲۰۰ روپیه سال می‌توانند در این کتاب خانه عضویت داشته باشند. دانشجویان رشته‌های دکترا و ام. فیل. نیز می‌توانند به عضویت این کتاب خانه پذیرفته شوند.